# Nootkadrilus verutus
Nootkadrilus verutus är en ringmaskart som beskrevs av Baker 1982. Nootkadrilus verutus ingår i släktet Nootkadrilus och familjen glattmaskar. Inga underarter finns listade i Catalogue of Life.